# Кюни, Жан-Батист
Жан-Батист Кюни (фр. Jean-Baptiste Cuny; 1749—1826) — французский военный деятель, полковник (1805 год), шевалье (1810 год), участник революционных и наполеоновских войн.

## Биография
Старший брат артиллерийского полковника Клода Кюни (фр. Claude François Cuny; 1751—1827).
На службу вступил 4 мая 1769 года артиллеристом в Оксонский артиллерийский полк. С 1778 по 1780 годы служил на побережье Бретани и Нормандии.
С 1792 по 1797 годы сражался в рядах Северной, Западной и Рейнской армий. Он получил капитанское удостоверение 18 мая 1792 года и участвовал в делах при Сен-Мену, Боссю и Брюсселя, а также в сражениях при Жемаппе 6 ноября 1792 года, при Тирлемоне 20 и 21 ноября 1792 года, при Льежа, Вавре и Неервиндене 18 марта 1793 года. Во время отступления из Ахена ему удалось спасти 3 мортиры, лафет и 6 из 12 кессонов из двенадцати.
В июле 1793 года перешёл в командование 8-й роты конной артиллерии в Вандее, участвовал в битве при Люсоне 14 августа 1793 года, взяв 17 орудий и 8 кессонов. Он был в Лавале 22 октября 1793 года и был назначен командиром батальона на поле битвы при Ле-Мане 13 декабря 1793 года.
Отправленный на Рейн, он принял участие в первом переходе в 1794 году, а с 1797 по 1801 год служил в армиях Дуная, Гельвеции, Рейна и Граубюндена. Служил в лагере Сент-Омер, и командовал вооружением побережья.
20 сентября 1805 года произведён в полковники. Командовал артиллерией 3-й пехотной дивизии Леграна 4-го корпуса Великой Армии. Отличился в кампании 1805 года. 19 марта 1808 года получил дотацию в размере 2000 франков годового дохода от имущества, зарезервированного в Вестфалии. Директор артиллерии в Перпиньяне и вышел в отставку 12 августа 1814 года.
Умер 8 февраля 1826 года в Монтиньи-ле-Мец.

## Воинские звания
- Артиллерист (4 мая 1769 года);
- Сержант (1 ноября 1774 года);
- Старший сержант (13 февраля 1784 года);
- Старший унтер-офицер (1 апреля 1791 года);
- Капитан (18 мая 1792 года);
- Командир батальона (13 декабря 1793 года);
- Полковник (20 сентября 1805 года).

## Титулы
- Шевалье Кюни и Империи (фр. chevalier Cuny et de l'Empire; 15 июля 1810 года в Рамбуйе)[1][2].

## Награды
Легионер ордена Почётного легиона (14 июня 1804 года)
 Офицер ордена Почётного легиона (26 декабря 1805 года)
 Кавалер Военного ордена Святого Людовика (26 октября 1814 года)